# Dinastia capetiana
A dinastia capetiana, também chamada dinastia rebelada, foi uma dinastia real que governou a França durante mais de trezentos anos. O nome vem da alcunha do fundador, Hugo, duque dos francos. Como se tratava do mais importante vassalo do rei Luís V de França, Hugo conseguiu fazer-se eleger rei quando da morte de Luís, em 987. Hugo Capeto era também primo de Luís V e descendente da dinastia carolíngia — então reinante —, como neto do rei Roberto I de França. Hugo também era descendente de Carlos Magno, através de Pepino de Itália.
Os Capetianos tradicionalmente formam a terceira dinastia dos reis da França (também chamada de "terceira raça"), após os merovíngios e os carolíngios. Eles também governam outros estados europeus (como Portugal, Borgonha, Nápoles, Espanha, Hungria, Polônia, Luxemburgo, etc.) e o mundo (como os Courtenays que foram imperadores de Constantinopla). Além disso, com apenas um grau de descendência feminina, quase todas as dinastias principescas europeias são capetianas.
A posição de Hugo Capeto não era muito forte. Governava directamente uma grande parte da França, com a capital em Paris, mas muitos dos seus vassalos, tais como os duques da Normandia, Borgonha e Aquitânia, eram quase tão poderosos quanto ele. Contudo, nenhum dos vassalos, isolado, dispunha da força suficiente para o derrubar nem para se aliarem uns aos outros.
Hugo Capeto assegurou-se da sucessão fazendo coroar o filho antes de morrer, prática que durou dois séculos e contribuiu para estabilidade da França.
Lista de reis da dinastia dos Capetos:
- Hugo Capeto, Conde de Paris, eleito Rei de França (r. 987 - 996)
- Roberto II, o Pio (r. 996 - 1031)
- Henrique I (r. 1031 - 1060)
- Filipe I (r. 1060 - 1108)
- Luís VI, o Gordo (r. 1108 - 1137)
- Luís VII (r. 1137 - 1180)
- Filipe II Augusto (r. 1180 - 1223)
- Luís VIII, o Leão (r. 1223 - 1226)
- Luís IX (São Luís) (r. 1226 - 1270)
  - Branca de Castela (regente de Luís IX 1226 - 1234)
- Filipe III, o Ousado (r. 1271 - 1285)
- Filipe IV, o Belo (r. 1285 - 1314)
- Luís X (r. 1314 - 1316)
  - (Filipe, irmão de Luís X, regente em 1316 entre as mortes de Luís X e João I)
- João I, o Póstumo (r. 1316) (cinco dias)
- Filipe V, o Alto (r. 1316 - 1322) tio
- Carlos IV, o Belo (r. 1322 - 1328) irmão